# Colquhoun Grant (1772-1835)
John Colquhoun Grant (1772 – 20 dicembre 1835) è stato un generale britannico.

## Biografia
Colquhoun Grant entrò nel 36º reggimento di fanteria col grado di alfiere nel 1793, passando alcuni anni dopo al 25° dragoni leggeri, col quale servì nell'Assedio di Seringapatam (1799), in India, tornando nel corpo di fanteria nel 1802 al comando del 72º reggimento che guidò per sei anni. Nel 1806, alla testa del suo reggimento, si unì al corpo di spedizione di Sir David Baird verso il Capo di Buona Speranza e l'8 gennaio venne ferito nella battaglia di Blaauwberg contro le armate della Repubblica Batava. Annunciando la vittoria degli inglesi nel loro dispaccio al generale Baird, gli ufficiali riportarono: 
"Vostra signoria avrà udito il nome del tenente colonnello Grant tra i feriti; ma lo spirito eroico di questo ufficiale non venne meno alla sua sfortuna, ed egli continuò a guidare i suoi uomini anche sotto pressioni del nemico."
Nel 1808 passò al 15° ussari e prese parte alla spedizione di Sir John Moore nella guerra peninsulare, venendo ferito a Sahagún contro i francesi. Tornò in Spagna nel gennaio del 1813, al comando di una brigata di cavalleria, combattendo nella battaglia di Morales. Rimase in servizio sino alla fine della guerra peninsulare. Il duca di Wellington  però non era rimasto soddisfatto del ruolo degli ussari di Grant nella battaglia di Vitoria e Grant venne pertanto sostituito al comando. L'influenza politica di cui godeva Grant lo fece in breve tornare a comandare una brigata di dragoni leggeri sotto il comando del generale Robert Ballard Long. Nel 1814 venne nominato compagno dell'Ordine del Bagno. A Waterloo, Grant comandò la 5ª brigata di cavalleria, composta dal 7° e dal 15° ussari col 13° di dragoni leggeri, rimanendo al centro delle posizioni degli alleati, e durante la battaglia perse e cambiò cinque cavalli . Promosso al rango di tenente generale nel 1830, Grant si impegnò anche in politica nel partito dei Tory per la circoscrizione di Queenborough dal 1831 sino all'entrata in vigore del Reform Act 1832.
Cameriere del principe Ernesto Augusto, duca di Cumberland e futuro re di Hannover, venne nominato colonnello del 12° lancieri nel 1825. Trasferito al comando del 15° ussari nel 1827, rimase in carica sino alla sua morte nel 1835.

## Matrimonio e figli
Sposò Marcia, figlia del reverendo J. Richards, di Long Bredy, Dorset. La loro unica figlia sopravvissuta, Marcia, sposò il politico Whig, Richard Brinsley Sheridan, nel maggio del 1835.